# 네가래
네가래(Marsilea quadrifolia)는 네가래과에 속하는 여러해살이 물풀이다. 한국, 일본, 중국, 러시아, 인도 북부, 유럽의 논밭, 늪, 연못 위에서 자생하는 수생 양치식물로서 물 위에 잘 뜨도록 넓적하게 형성된 잎이 특징이다.
네가래의 전체 크기는 5-20cm에 달한다. 잎은 대부분 물 속에 잠겨 있지만 물이 마르면 하늘을 향해 서 있는 모습을 띤다. 4개의 작은 잎은 길이가 1-2.6cm에 달하고 너비는 1-2.9cm에 달한다. 앞면은 녹색, 뒷면은 갈색을 띠고 있는데 털이 없는 표면, 톱니가 없는 가장자리가 특징이다. 줄기의 지름은 0.6-1.4mm 정도로 뻗은 채로 갈라져 있고 잎이 붙어 있는 간격은 1-26.1mm 정도에 달한다.